# Кобильники (Сьредський повіт)
Кобильники (пол. Kobylniki) — село в Польщі, у гміні Шрода-Шльонська Сьредського повіту Нижньосілезького воєводства.
Населення — 121 особа (2011).
У 1975-1998 роках село належало до Вроцлавського воєводства.

## Демографія
Демографічна структура станом на 31 березня 2011 року:
|          | Загалом | Допрацездатний вік | Працездатний вік | Постпрацездатний вік |
| -------- | ------- | ------------------ | ---------------- | -------------------- |
| Чоловіки | 61      | 12                 | 43               | 6                    |
| Жінки    | 60      | 15                 | 32               | 13                   |
| Разом    | 121     | 27                 | 75               | 19                   |